# Mbaye Badji
El-Hadji Mbaye Badji (25 febbraio 1976) è un ex calciatore senegalese, di ruolo centrocampista.

## Carriera
Con la Nazionale senegalese ha preso parte alla Coppa d'Africa 2000.